# Klibbveronika
Klibbveronika (Veronica triphyllos) är en växtart i familjen grobladsväxter. 